# Ward Keeler
Ward Keeler (ur. 1949) – amerykański antropolog. Zajmuje się kulturą ekspresywną, płcią oraz hierarchią i jej wpływem na relacje społeczne, zwłaszcza w Indonezji i Birmie. Doktoryzował się na Uniwersytecie Chicagowskim, na podstawie rozprawy pt. Father puppeteer.

## Wybrane publikacje
- Javanese shadow puppets (1992)
- Father puppeteer (1982)
- Symbolic dimensions of the Javanese house (1983)
- Javanese shadow plays, Javanese selves (1987)